# Cephalocereus
Cephalocereus es un género de plantas suculentas mexicano perteneciente a la familia Cactaceae. Contiene 13 especies aceptadas.

## Descripción
Las especies de este género tienen un crecimiento columnar y erguido. Pueden estar ramificadas o no y alcanzan alturas de 10 a 12 m. Los tallos son de color verde claro y se vuelven grises con la edad. Tienen un diámetro de hasta 40 cm y están casi completamente cubiertos por densas espinas cerca de la punta.
Presentan de 12 a 30 costillas verticales (o más), sobre las que se asientan areolas dimórficas muy espaciadas. En ellas encontramos hasta 5 espinas centrales de color amarillento a gris de hasta 4 cm de largo. También tienen numerosas espinas marginales, erizadas o peludas, que suelen cubrir bien el tallo.
Las flores son de tamaño mediano y su forma va de tubular a campana. Nacen en una estructura lanosa llamada pseudocefalio que puede aparecer apical o lateralmente. Se abren por la noche y la copa floral y el tubo floral están cubiertos de pequeñas escamas.
Los frutos tienen forma de huevo y están cubiertos por escamas pequeñas y lana. En su interior encontramos semillas negras y lisas con forma de pera.

## Distribución
El área de distribución nativa de este género es México, donde suelen formar densos bosques.

## Taxonomía
El género fue descrito por el científico alemán Ludwig Karl Georg Pfeiffer y publicado por primera vez en la revista científica Allgemeine Gartenzeitung 6 (18): 142 en 1838.
Etimología
Cephalocereus: nombre genérico que deriva de la palabra griega kephalē (que significa 'cabeza', en alusión a la estructura lanosa llamada cefalio donde nacen sus flores), y la palabra latina cereus (que se traduce como 'vela' o 'cirio'), haciendo alusión a su forma alargada perfectamente recta. También puede hacer referencia al género Cereus, por lo que se traduciría como 'cereus con cabeza o cefalio'.

## Especies aceptadas
Actualmente, el género Cephalocereus consta de 13 especies aceptadas según la Plants of the World Online (POWO):
| Imagen                        | Nombre científico                                           | Distribución                       |
| ----------------------------- | ----------------------------------------------------------- | ---------------------------------- |
|                               | Cephalocereus apicicephalium E.Y.Dawson                     | México (Oaxaca, Chiapas)           |
| Cephalocereus columna-trajani | Cephalocereus columna-trajani (Karw. ex Pfeiff.) K.Schum.   | México (Puebla, Oaxaca)            |
|                               | Cephalocereus euphorbioides (Haw.) Britton & Rose           | México (Tamaulipas, Veracruz)      |
|                               | Cephalocereus fulviceps (F.A.C.Weber ex K.Schum.) H.E.Moore | México (Puebla, Oaxaca)            |
|                               | Cephalocereus macrocephalus F.A.C.Weber ex K.Schum.         | México (Puebla, Oaxaca)            |
|                               | Cephalocereus mezcalaensis Bravo                            | Centro y suroeste de México        |
|                               | Cephalocereus novus (P.V.Heath) M.H.Jvan der Meer           | México (Oaxaca)                    |
|                               | Cephalocereus nudus E.Y.Dawson                              | Suroeste de México                 |
|                               | Cephalocereus parvispinus S.Arias, H.J.Tapia & U.Guzmán     | México (Oaxaca)                    |
|                               | Cephalocereus polylophus (DC.) Britton & Rose               | México (de Guanajuato a Veracruz)  |
|                               | Cephalocereus scoparius (Poselg.) Britton & Rose            | México (Veracruz, Oaxaca)          |
|                               | Cephalocereus senilis (Haw.) K.Schum.                       | Noreste de México (hasta Veracruz) |
|                               | Cephalocereus tetetzo (F.A.C.Weber ex J.M.Coult.) Diguet    | México (Puebla, Oaxaca)            |